# مايك كونروي (لاعب كرة قدم)
مايك كونروي (بالإنجليزية: Mike Conroy)‏ (31 ديسمبر 1965 بغلاسكو في المملكة المتحدة - ) هو لاعب كرة قدم بريطاني في مركز الهجوم. لعب مع بريستون نورث إيند وكوفنتري سيتي ونادي بلاكبول ونادي بيرنلي ونادي ريدنغ ونادي سانت ميرين ونادي فولهام ونادي تشستر سيتي وFalcons 2000 SC ‏ وCarlton SC ‏ ونادي كلايدبانك ‏.

## وصلات خارجية
- مايك كونروي على موقع قاعدة بيانات كرة القدم.إي يو (الإنجليزية)
- مايك كونروي على موقع Soccerbase.com (لاعب) (الإنجليزية)